# Mouhcine Iajour
Mouhcine Iajour (en árabe: محسن ياجور‎, nacido el 14 de junio de 1985 en Casablanca, Casablanca-Settat) es un futbolista marroquí. Juega de delantero y su equipo actual es el Renaissance de Berkane de la Liga de Fútbol de Marruecos.
En 2013, Iajour se transformó en el primer futbolista africano en ser goleador de la Copa Mundial de Clubes de la FIFA y Balón de Bronce, al avanzar con Raja Casablanca a la final frente a Bayern Múnich, los campeones europeos. Anteriormente, sólo el congoleño Dioko Kaluyituka había ganado el Balón de Plata en 2010.

## Carrera

### Clubes
En 2005, llegó con Marruecos a las semifinales de la Copa Mundial de Fútbol Juvenil de 2005 en los Países Bajos.
En el mismo año, terminó como máximo goleador en el Campeonato Juvenil Africano en Benín. Después de dicho torneo, Iajour fue pretendido por varios clubes europeos. Fue particularmente buscado por el Racing Club de Estrasburgo. Mouhcine Iajour fue convocado a la Selección de fútbol de Marruecos en el año 2004 y recibió otra llamada con el entrenador Rachid Taoussi en 2012.
Después de una buena primera temporada en Europa en la segunda división suiza con el F.C. Chiasso, Mouhcine Iajour llegó a Valonia para jugar en el Charleroi, donde permaneció dos años.
En 2010, Mouhcine Iajour volvió a Marruecos. Se sumó a Wydad Casablanca, defensor del título por dos años. En diciembre del mismo año, marcó los dos goles en la victoria 2-1 en el 109.º Derbi de Casablanca. Este triunfo permitió al club ocupar el segundo lugar de la tabla de posiciones con dieciocho puntos, por detrás del Olympique Khouribga.
Una lesión en el tobillo, contraída durante un partido de mini-fútbol marroquí por parte de Badr Kenzaoui, capitán de un equipo de jóvenes prodigios en Mohammedia, le privó de jugar el encuentro de vuelta de la final de la Liga de Campeones de la CAF en 2011, después de haber perdido el partido de ida.
En mayo de 2012, volvió a jugar. Ante 80.000 espectadores, Iajour ingresó para Wydad en el 80' minuto durante el 112.º Derbi y anotó el gol de la victoria 1-0 en tiempo de descuento.
Si bien estuvo cerca de firmar para Hassania Agadir, con quien entrenaba tras su salida de WAC, Iajour rubricó en junio de 2012 un contrato por dos años con su primer club, Raja Casablanca.
Después de una temporada, ganó su primer título local con el Raja. En 2013, clasificaron para la Copa Mundial de Clubes de la FIFA como los campeones de la liga de la nación local. El 11 de diciembre de 2013, Iajour marcó un gol en la victoria 2-1 ante Auckland City, en la eliminación preliminar. Su equipo venció posteriormente a Monterrey por 2-1 en los cuartos de final para clasificar a la siguiente instancia. El 18 de diciembre de 2013, anotó un gol en el histórico 3-1 ante Atlético Mineiro en las semifinales. Pero, en la final, Raja Casablanca fue derrotado por los vencedores de la Liga de Campeones de la UEFA, Bayern Múnich, por 2-0. Iajour terminó como goleador de la Copa Mundial de Clubes de la FIFA 2013 junto con Darío Conca, César Delgado y Ronaldinho. Él recibió el Balón de Bronce de la Copa Mundial de Clubes de la FIFA.

### Selección nacional
En la Copa Mundial de Fútbol Juvenil de 2005, Iajour marcó tres goles para ayudar a Marruecos a llegar hasta las semifinales, donde fueron derrotados 3-0 por Nigeria. Marruecos terminó el torneo en cuarto lugar después de perder 2-1 ante Brasil.
En enero de 2014, el entrenador Hassan Benabicha lo convocó a formar parte del combinado marroquí en el Campeonato Africano de Naciones de 2014. Él ayudó a su seleccionado a liderar el Grupo B tras empatar con Burkina Faso y Zimbabue, y derrotar a Uganda. El seleccionado fue eliminado de la competición en cuartos de final después de perder ante Nigeria.

## Trayectoria

### Clubes
| Club                   | País           | Año             |
| ---------------------- | -------------- | --------------- |
| Raja Casablanca        | Marruecos      | 2003 - 2007     |
| Chiasso                | Suiza          | 2007 - 2008     |
| Charleroi              | Bélgica        | 2008 - 2010     |
| Wydad Casablanca       | Marruecos      | 2010-2012       |
| Raja Casablanca        | Marruecos      | 2012-2014       |
| Moghreb Tétouan        | Marruecos      | 2014-2015       |
| Qatar SC               | Catar          | 2015-2016       |
| Al-Ahli (préstamo)     | Catar          | 2016            |
| Al-Khor                | Catar          | 2016-2017       |
| Raja Casablanca        | Marruecos      | 2017 - 2019     |
| Damac FC               | Arabia Saudita | 2019            |
| Renaissance de Berkane | Marruecos      | 2020 - Presente |

### Selección nacional
| Selección | País      | Año           |
| --------- | --------- | ------------- |
| Sub-20    | Marruecos | 2004-2006     |
| Absoluta  | Marruecos | 2010-presente |

## Estadísticas

### Clubes
- Actualizado hasta el 21 de julio de 2016:

| Club | Div.          | Temporada     | Liga  | Liga  | Liga   | Copas nacionales(1) | Copas nacionales(1) | Copas nacionales(1) | Copas internacionales(2) | Copas internacionales(2) | Copas internacionales(2) | Total | Total | Total  | Media goleadora(3) |
| Club | Div.          | Temporada     | Part. | Goles | Asist. | Part.               | Goles               | Asist.              | Part.                    | Goles                    | Asist.                   | Part. | Goles | Asist. | Media goleadora(3) |
| --- | ------------- | ------------- | ----- | ----- | ------ | ------------------- | ------------------- | ------------------- | ------------------------ | ------------------------ | ------------------------ | ----- | ----- | ------ | ------------------ |
| Raja Casablanca Marruecos |               |               |       |       |        |                     |                     |                     |                          |                          |                          |       |       |        |                    |
| 1.ª | 2004-05       | —             | —     | —     | —      | —                   | —                   | 2                   | 0                        | 0                        | 2                        | 0     | 0     | 0,00   |                    |
| 1.ª | 2005-06       | —             | —     | —     | —      | —                   | —                   | 2                   | 0                        | 0                        | 2                        | 0     | 0     | 0,00   |                    |
| 1.ª | 2006-07       | —             | —     | —     | —      | —                   | —                   | —                   | —                        | —                        | 0                        | 0     | 0     | 0,00   |                    |
| Total club | Total club    | 0             | 0     | 0     | 0      | 0                   | 0                   | 4                   | 0                        | 0                        | 4                        | 0     | 0     | 0,00   |                    |
| Chiasso · Suiza |               |               |       |       |        |                     |                     |                     |                          |                          |                          |       |       |        |                    |
| 2.ª | 2007-08       | 19            | 7     | 0     | 1      | 0                   | 0                   | —                   | —                        | —                        | 20                       | 7     | 0     | 0,35   |                    |
| Total club | Total club    | 19            | 7     | 0     | 1      | 0                   | 0                   | 0                   | 0                        | 0                        | 20                       | 7     | 0     | 0,35   |                    |
| Charleroi · Bélgica |               |               |       |       |        |                     |                     |                     |                          |                          |                          |       |       |        |                    |
| 1.ª | 2008-09       | 13            | 4     | 1     | 1      | 0                   | 0                   | —                   | —                        | —                        | 14                       | 4     | 1     | 0,29   |                    |
| 1.ª | 2009-10       | 13            | 0     | 1     | 1      | 0                   | 0                   | —                   | —                        | —                        | 14                       | 0     | 1     | 0,00   |                    |
| Total club | Total club    | 26            | 4     | 2     | 2      | 0                   | 0                   | 0                   | 0                        | 0                        | 28                       | 4     | 2     | 0,14   |                    |
| Wydad Casablanca Marruecos |               |               |       |       |        |                     |                     |                     |                          |                          |                          |       |       |        |                    |
| 1.ª | 2010-11       | 26            | 8     | —     | —      | —                   | —                   | 12                  | 5                        | 2                        | 38                       | 13    | 2     | 0,33   |                    |
| 1.ª | 2011-12       | 19            | 5     | 0     | —      | —                   | —                   | 1                   | 1                        | —                        | 20                       | 6     | 0     | 0,30   |                    |
| Total club | Total club    | 45            | 13    | 0     | 0      | 0                   | 0                   | 13                  | 6                        | 2                        | 58                       | 19    | 2     | 0,33   |                    |
| Raja Casablanca Marruecos |               |               |       |       |        |                     |                     |                     |                          |                          |                          |       |       |        |                    |
| 1.ª | 2012-13       | 25            | 9     | 4     | —      | —                   | —                   | —                   | —                        | —                        | 25                       | 9     | 4     | 0,36   |                    |
| 1.ª | 2013-14       | 28            | 8     | 1     | —      | —                   | —                   | 10                  | 5                        | 1                        | 38                       | 13    | 2     | 0,34   |                    |
| Total club | Total club    | 53            | 17    | 5     | 0      | 0                   | 0                   | 10                  | 5                        | 1                        | 63                       | 22    | 6     | 0,35   |                    |
| Moghreb Tétouan Marruecos |               |               |       |       |        |                     |                     |                     |                          |                          |                          |       |       |        |                    |
| 1.ª | 2014-15       | 26            | 12    | 0     | —      | —                   | —                   | 7                   | 6                        | 0                        | 33                       | 18    | 0     | 0,55   |                    |
| Total club | Total club    | 26            | 12    | 0     | 0      | 0                   | 0                   | 7                   | 6                        | 0                        | 33                       | 18    | 0     | 0,55   |                    |
| Qatar SC Catar |               |               |       |       |        |                     |                     |                     |                          |                          |                          |       |       |        |                    |
| 1.ª | 2015-16       | 16            | 10    | 0     | —      | —                   | —                   | —                   | —                        | —                        | 16                       | 10    | 0     | 0,63   |                    |
| Total club | Total club    | 16            | 10    | 0     | 0      | 0                   | 0                   | 0                   | 0                        | 0                        | 16                       | 10    | 0     | 0,63   |                    |
| Al-Ahli Catar |               |               |       |       |        |                     |                     |                     |                          |                          |                          |       |       |        |                    |
| 1.ª | 2015-16       | 10            | 8     | 0     | —      | —                   | —                   | —                   | —                        | —                        | 10                       | 8     | 0     | 0,80   |                    |
| Total club | Total club    | 10            | 8     | 0     | 0      | 0                   | 0                   | 0                   | 0                        | 0                        | 10                       | 8     | 0     | 0,80   |                    |
| Al-Khor Catar |               |               |       |       |        |                     |                     |                     |                          |                          |                          |       |       |        |                    |
| 1.ª | 2016-17       | 0             | 0     | 0     | 0      | 0                   | 0                   | 0                   | 0                        | 0                        | 0                        | 0     | 0     | 0,00   |                    |
| Total club | Total club    | 0             | 0     | 0     | 0      | 0                   | 0                   | 0                   | 0                        | 0                        | 0                        | 0     | 0     | 0      |                    |
| Total carrera | Total carrera | Total carrera | 195   | 71    | 7      | 3                   | 0                   | 0                   | 34                       | 17                       | 3                        | 232   | 88    | 10     | 0,38               |
| (1) Incluye datos de Copa del Trono (2004-2007, 2010-2015), Copa Suiza (2007-2008), Copa de Bélgica (2008-2010) y Copa del Emir de Catar (2015-2016). (2) Incluye datos de Liga de Campeones de la CAF (2004-2007, 2010-2012, 2014-2015), Copa Confederación de la CAF (2012) y Copa Mundial de Clubes de la FIFA (2013-2014). (3) No incluye goles en partidos amistosos. |               |               |       |       |        |                     |                     |                     |                          |                          |                          |       |       |        |                    |

### Selecciones
- Actualizado hasta el 21 de julio de 2016:

| Selección | Temporada     | África(1) | África(1) | África(1) | Mundiales(2) | Mundiales(2) | Mundiales(2) | Amistosos | Amistosos | Amistosos | Total | Total | Total  | Media goleadora |
| Selección | Temporada     | Part.     | Goles     | Asist.    | Part.        | Goles        | Asist.       | Part.     | Goles     | Asist.    | Part. | Goles | Asist. | Media goleadora |
| --- | ------------- | --------- | --------- | --------- | ------------ | ------------ | ------------ | --------- | --------- | --------- | ----- | ----- | ------ | --------------- |
| Sub-20 Marruecos |               |           |           |           |              |              |              |           |           |           |       |       |        |                 |
| 2004 | 1             | 1         | —         | —         | —            | —            | —            | —         | —         | 1         | 1     | 0     | 1,00   |                 |
| 2005 | —             | —         | —         | 6         | 3            | 1            | —            | —         | —         | 6         | 3     | 1     | 0,50   |                 |
| Total | 1             | 1         | 0         | 6         | 3            | 1            | 0            | 0         | 0         | 7         | 4     | 1     | 0,57   |                 |
| Absoluta Marruecos |               |           |           |           |              |              |              |           |           |           |       |       |        |                 |
| 2012 | 1             | 0         | 0         | —         | —            | —            | —            | —         | —         | 1         | 0     | 0     | 0,00   |                 |
| 2013 | —             | —         | —         | —         | —            | —            | —            | —         | —         | 0         | 0     | 0     | 0,00   |                 |
| 2014 | 3             | 2         | —         | —         | —            | —            | 5            | 3         | —         | 8         | 5     | 0     | 0,63   |                 |
| 2015 | 4             | 1         | —         | —         | —            | —            | 2            | 0         | —         | 6         | 1     | 0     | 0,17   |                 |
| Total | 8             | 3         | 0         | 0         | 0            | 0            | 7            | 3         | 0         | 15        | 6     | 0     | 0,43   |                 |
| Total carrera | Total carrera | 9         | 4         | 0         | 6            | 3            | 1            | 7         | 3         | 0         | 22    | 10    | 1      | 0,45            |
| (1) Incluye datos de fases de clasificación para campeonatos africanos. (2) Incluye datos de fases de clasificación para campeonatos mundiales. |               |           |           |           |              |              |              |           |           |           |       |       |        |                 |

### Resumen estadístico
|                               | Partidos | Goles | Promedio |
| ----------------------------- | -------- | ----- | -------- |
| Liga                          | 195      | 71    | 0,36     |
| Copas nacionales              | 3        | 0     | 0,00     |
| Copas internacionales         | 34       | 17    | 0,50     |
| Selección sub-20 de Marruecos | 7        | 4     | 0,57     |
| Selección de Marruecos        | 15       | 6     | 0,39     |
| Total                         | 254      | 98    | 0,39     |

## Palmarés

### Títulos nacionales
| Título                      | Club             | País      | Año  |
| --------------------------- | ---------------- | --------- | ---- |
| Liga de Fútbol de Marruecos | Wydad Casablanca | Marruecos | 2010 |
| Copa del Trono              | Raja Casablanca  | Marruecos | 2012 |
| Liga de Fútbol de Marruecos | Raja Casablanca  | Marruecos | 2013 |
| Copa del Trono              | Raja Casablanca  | Marruecos | 2017 |

### Títulos internacionales
| Título                  | Club (*)        | Sede       | Año  |
| ----------------------- | --------------- | ---------- | ---- |
| Liga de Campeones Árabe | Raja Casablanca | Casablanca | 2006 |

(*) Incluyendo la selección

### Distinciones individuales
| Distinción                                              | Año  |
| ------------------------------------------------------- | ---- |
| Botín de Oro del Campeonato Juvenil Africano            | 2005 |
| Goleador de la Copa Mundial de Clubes de la FIFA        | 2013 |
| Balón de Bronce de la Copa Mundial de Clubes de la FIFA | 2013 |